# Prochaetopsis tauhatae
Prochaetopsis tauhatae är en tvåvingeart som beskrevs av Malloch 1932. Prochaetopsis tauhatae ingår i släktet Prochaetopsis och familjen lövflugor. Inga underarter finns listade i Catalogue of Life.